# Транзит (економіка)
Транзит (лат. Trans, прийменник «крізь» «через» і дієслово «transire» «проходити» > дієприкметник «transitum», що проходить, — в міжнародній торгівлі перевезення вантажів з однієї країни до іншої через територію третьої країни.
Транзит є важливою ціновою складовою логістичного процесу транспортування вантажу від виробника до споживача та має складну багатошарову структуру. Основні проблеми транзиту — дотримання правил безпеки, а також цілого ряду екологічних, юридичних норм міжнародного та внутрішньодержавного рівня.
Транзит робить істотний внесок у бюджет багатьох держав-транзитерів, які самі не мають у своєму розпорядженні істотних ресурсів і воліють фокусуватися на логістиці та створенні інфраструктури для полегшення процесу транзиту.
У разі глобалізації світової економіки поняття транзиту окремих держав істотно розширюється за допомогою суміжних галузей, наприклад: транзит фінансових ресурсів; транзиту повного спектра енергетичних ресурсів (електрична енергія, оновлювані типи енергетичних ресурсів тощо); транзит інформаційних ресурсів; наскрізна міграція трудових ресурсів; транзит знань та технологій; транзит хімічно активних речовин та товарів забороненої групи; кримінальних складових транзиту; і т.д.

## Типи транзиту
Залежно від способу транспортування вантажів, розрізняють:
- Сухопутний транзит, зокрема
  - Автомобільний транзит (вантажівки, фури, автомобілі);
  - Залізничний транзит (поїзди)
  - Трубопровідний транзит (газопроводи, нафтопроводи, водопроводи, ЛЕП);
- Повітряний транзит (літаки);
- Морський транзит (танкери, суховантажі тощо).

Розрізняють прямий транзит — перевезення іноземних товарів під митним забезпеченням без пересування на митний склад; непрямий транзит — перевезення іноземних товарів, що надходять на митні склади, а потім — за кордон.

## Законодавство
Міжнародні конвенції та місцеві органи влади прагнуть контролювати транзит, у тому числі з метою обліку різних його аспектів та оподаткування.

## Учасники транзиту
Розрізняють наступних учасників транзитного процесу: постачальник, споживач та держави-транзитери. Типовий приклад – Росія (зокрема, російський газ) – Західна Європа – та країни Східної Європи. При цьому країни Східної Європи є споживачами. Разом з тим РФ крім постачальника відіграє роль транзитної держави для газо- і нафтопроводів з території Середньої Азії та Казахстану. Через зіткнення груп інтересів, у тому числі лобістких та геополітичних.

## Економіка
Економіка деяких країн може бути побудована на транзиті. Враховуючи географічні особливості країни транзит іноді залишається.